# PSE-vlees
PSE-vlees is een staat waarin slachtvlees zich kan bevinden. De eigenschappen die het dan heeft zijn bleekheid (pale), zachtheid (soft), vocht uittreding (exudative): afgekort PSE.

## Oorzaak
Vaak wordt PSE veroorzaakt door stress bij het dier vlak voor het slachten. Dit heeft vaak een verhoogde adrenaline productie als gevolg. Onder invloed van deze adrenaline wordt er in de spieren glycogeen omgezet in glucose.
Het resultaat is dus een verhoogde hoeveelheid glucose in het dier bij dezelfde hoeveelheid zuurstof. Wanneer het dier vervolgens geslacht wordt zal er energie verbruikt worden om de spier in ontspannen staat te houden (de aanloop tot rigor mortis of lijkstijfheid).
In het eerste stadium hiervan zal er nog zuurstof in het bloed aanwezig zijn, die gebruikt kan worden voor de verbranding van glucose. Wanneer de zuurstof echter opgebruikt raakt, gaat het lichaam over tot anaerobe verbranding van glucose. Dit resulteert in de productie van melkzuur. Hierdoor zal de pH van het vlees dalen (tot onder de 5,6) waardoor het iso-elektrisch punt van de in het vlees voorkomende eiwitten dichter genaderd zal worden.
Doordat de eiwitten dichter bij hun iso-elektrisch punt komen neemt hun lading af. Deze lagere lading resulteert in een verlaagde oplosbaarheid; de eiwitten raken gedeeltelijk uit oplossing. Kortom het water wordt niet meer aan het vlees gebonden en zal dus uittreden (exudative).
Door deze vocht uittreding zal het vlees spons-achtig worden en dus zachter worden (soft).
Verder zal er door het water dat aan het oppervlak van het vlees komt te staan meer licht worden gereflecteerd. Ofwel het zal lichter/bleker van kleur voorkomen (pale).